# Paranthias
Paranthias es un género de peces perteneciente a la familia Serranidae, subfamilia Epinephelinae.
Contiene las especies siguientes:
- Paranthias colonus (Valenciennes, 1846)
- Paranthias furcifer (Valenciennes, 1828)